# Вигерихиды
Арденнский дом (фр. Maison d'Ardenne), или Вигерихиды (фр. Wigéricides, нем. Wigeriche), — один из древнейших знатных европейских родов. Родоначальником рода был Вигерих (ум. до 919), граф Бидгау и пфальцграф Лотарингии. Его потомки были герцогами Верхней и Нижней Лотарингии, графами Арденненгау, Вердена, Эно (Геннегау), Люксембурга, Бара, маркграфами Антверпена. Некоторые представители дома были епископами Вердена, Меца, архиепископами Реймса, а также один представитель был римским папой.
Уже в X веке при детях и внуках Вигерика род разделился на несколько ветвей (с этого времени в обиход обозначений рода, входит название Вигерхиды).

## Арденская ветвь
Во время жизни графа Вигериха (родоначальника династии) род именовался «Арденским домом» — по названию горного массива Арденны. Его родословная  изучена по обрывочным упоминаниям в «Жизни Иоанна Гёрцкого» лат. Vita Johannis Gorziensis, написанной в 980 году. В данном источнике есть упоминание, что епископ Меца Адальберон, сын Вигериха, был королевской крови как по отцовской, так и по материнской линии.
При этом в «Жизни Иоанна Гёрцкого», а также в «Истории Святого Арнульфа Мецкого» лат. Historia Sancti Arnulfi Mettensis упоминается, что епископ Лана Адальберон и его братья были близкими родственниками графа Арнульфа и Одельрика Реймского, двух сыновей Юга де Шомонтуа, графа Шомонтуа. Они происходили по отцовской линии от Арнульфингов. Исходя из этих данных исследователи делают вывод, что, вероятно, предком Вигериха был Арнульф Мецский.

## Барруанская ветвь
Родоначальником ветви был один из сыновей Вигерика, Ферри (Фридрих) I, граф Бара и герцог Верхней Лотарингии. Благодаря браку с сестрой будущего короля Франции Гуго Капета эта ветвь породнилась с Капетингами. Потомки Фридриха управляли Баром и Лотарингией до смерти в 1033 году Ферри III, после чего владения были разделены. Верхняя Лотарингия перешла под управление герцога Нижней Лотарингии Гоцело I из Верденской ветви дома, а Бар достался одной из сестёр Ферри III, Софии, перейдя под управление Монбельярского дома.
Из этой ветви также известен Адальберон II (ум. 1005), епископ Вердена в 984, епископ Меца с 984, сын герцога Фридриха I.

## Верденская ветвь
Родоначальником ветви был один из сыновей Вигерика, Гозело (ум. 942), граф Бидгау. Его старший сын, Готфрид I Пленник (ум. 1002), за проявленную им храбрость и героизм получил от императора графство Верден, а также значительную часть земель, конфискованных у Регинаридов, в том числе замки Бульон и Монс. Его сын Готфрид II (ум. 1023) получил от императора в 1012 году герцогство Нижняя Лотарингия. Готфрид II не оставил детей, его владения унаследовал один из братьев, Гозело I (ок.970 — 1044), который в 1033 году получил ещё и Верхнюю Лотарингию, объединив на короткое время всё герцогство. Однако после его смерти Лотарингия вновь оказалась разделена. Сын Гозело I, Готфрид II Бородатый (ум. 1069) лишился Верхней Лотарингии в 1047 году, однако в 1065 году получил Нижнюю Лотарингию. Со смертью его сына, Готфрида III Горбатого в 1076 году ветвь угасла.
Из этой ветви также известны:
- Адальберон (ум. 989), архиепископ Реймса с 969, канцлер Западно-Франкского королевства при королях Лотаре и Людовике V Ленивом, младший брат Готфрида Пленника;
- Адальберон II (ум. 989), епископ Вердена 984—988, один из сыновей Готфрида Пленника;
- Фридрих (ум. 1058), младший сын герцога Гозело I, который в 1057 году был избран папой римским под именем Стефан IX (X).

## Люксембургская ветвь
Родоначальником этой ветви был Зигфрид (ок. 922—998), один из сыновей Вигерика. Он унаследовал владения в Арденненгау и Мозельгау, а в 963 году в центре своих владений он построил крепость, получившую название «Лисилинбург». Вскоре вокруг замка вырос город, названный позже Люксембургом. Традиционно он считается первым графом Люксембурга, хотя фактически этот титул впервые появился в источниках только на рубеже XI и XII веков. Зигфрид оставил многочисленное потомство. Одна из его дочерей, Кунигунда (ум. 1033) вышла замуж за будущего императора Генриха II Святого. Благодаря этому старший сын и наследник Зигфрида, Генрих I (ум. 1026), в 1004 году получил в управление герцогство Бавария, но в 1007 году восстал против шурина, из-за чего в 1009 году был лишён Баварии. Однако в 1017 году он её получил снова. Поскольку наследников Генрих не оставил, то после его смерти в 1026 году Бавария вновь вернулась под управление императора. Из других сыновей Зигфрида Тьерри (Дитрих) II (ум. 1047) был с 1006 года епископом Меца.
Из сыновей Зигфрида потомство оставил Фридрих (ум. 1019), граф в Мозельгау. Его старший сын, Генрих II (ум. 1047), унаследовал после смерти дяди в 1026 году Люксембург. Кроме того, в 1042 году он получил от императора Баварию, однако он был бездетным, так что Бавария после его смерти опять вернулась к императору. Другой сын, Фридрих II (ок. 1003—1065) в 1046 году получил Нижнюю Лотарингию, однако он также не оставил сыновей. Младший из сыновей, Адальберон III (ум. 1072), с 1047 года был епископом Меца.
После смерти Генриха II Люксембург унаследовал его брат Гизельберт (ок. 1007—1059), который с 1036 года владел графством Зальм. После его смерти владения были разделены между двумя сыновьями. Второй сын, Герман I (ум. 1088) получил Зальм. В 1081 году он был выбран антикоролём Германии в противовес императору Генриху IV. Герман стал родоначальником Зальмского дома, существующего и по сей день. Старший же сын Гизельберта, Конрад I (ок. 1040—1086), унаследовал Люксембург.
Люксембургская ветвь угасла в 1136 году после смерти Конрада II, внука Конрада I. Люксембург император передал Генриху Намюрскому, мать которого была дочерью Конрада I.

## Генеалогия
```
Вигерих
 (ум. до 919), граф Бидгау и пфальцграф Лотарингии.
X 
Кунигунда
, дочь Ирментруды Французской, внучка 
Людовика II Заики
, короля 
Западно-Франкского королевства

│
├──>
Фридрих I
 (ум. 978), 
граф Бара
, 
герцог Верхней Лотарингии
 с 977 (до 977 — вице-герцог), 
│   родоначальник 
Барруанской ветви

│   X 
Беатрис
, дочь 
Гуго Великого
, герцога Франции
│   │
│   ├──>
Генрих
 (ум. 978)
│   │
│   ├──>
Адальберон II
 (ум. 1005), епископ Вердена в 984, епископ Меца с 984
│   │
│   ├──>
Тьерри (Дитрих) I
 (ум. ок. 1026), граф Бара и герцог Верхней Лотарингии с 978
│   │   X 
Ришильда Мецкая

│   │   │
│   │   ├──>
Фридрих II
 (ум. ок. 1028), граф Бара и герцог Верхней Лотарингии с ок. 1026
│   │   │   X 
Матильда Швабская

│   │   │   │
│   │   │   ├──>
Фридрих III
 (1020—1033), граф Бара и герцог Верхней Лотарингии с ок. 1028
│   │   │   │
│   │   │   ├──>
Беатрис
 (ум. 1076)
│   │   │   │   X 1) 
Бонифаций III
 (ум. 1052), маркграф Тосканы
│   │   │   │   X 2) 
Готфрид (Жоффруа) II Бородатый
 (ум. 1069), герцог Нижней Лотарингии
│   │   │   │   │
│   │   │   │   └─1>
Матильда
 (ум. 1115)
, маркграфиня Тосканы
│   │   │   │       
X 
Готфрид (Жоффруа) III Горбатый
 (ум. 1076), герцог Нижней Лотарингии

│   │   │   │
│   │   │   └──>
София
 (1018—1093), графиня Бара и Муссона
│   │   │       X 
Людовик
 (ум. 1073), граф 
Монбельяра

│   │   │
│   │   └──> (?) 
Адель
 (ум. 995)
│   │            X 
Вальрам (Валеран) I
, граф Арлона, родоначальник 
Лимбургского (Арлонского) дома

│   │            │
│   │            └──>
Вальрам (Валеран) II
, граф Арлона и Лимбурга (Вальрам I)

│   │                │
│   │                └──>
Генрих I
, герцог Лимбурга и Нижней Лотарингии

│   │
│   └──>
Ида

│       X 
Радбот Альтенбургский

│
├──>
Адальберон I
 (ум. 962), 
епископ Меца
 925—954
│
├──>
Гизельберт I
 (ум. до 965), граф Арденненгау
│   X 
Эдвига (Гедвига)

│   │
│   └──>
Готфрид
 (ум. после 965)
│
├──>
Сигеберт
 (ум. после 942)
│
│
├──>
Гозело
 (ум. 942), граф Бидгау, аббат Горца
│   X 
Ода Мецкая
, дочь 
Жерара I
, графа Меца, и 
Оды Саксонской
, вдовы короля Лотарингии 
Цвентибольда
, дочери герцога Саксонии 
Оттона I Сиятельного

│   │
│   ├──>
Готфрид I 
Пленник
 (ок. 935/940 — 3 сентября после 998), граф в Бидгау и Метингау в 959/960, 
граф Вердена
 с ок. 960, маркграф Энама и Антверпена 969, 
граф Эно (Геннегау)
 958—978
│   │   X 
Матильда Саксонская

│   │   │
│   │   ├──>
Готфрид (Жоффруа) I
 (ум. 1023), граф Вердена (Готфрид II) 1002—1012, 
герцог Нижней Лотарингии
 с 1012
│   │   │
│   │   ├──>
Фридрих
 (ум. 1022), граф Вердена с 1012
│   │   │
│   │   ├──>
Герман
 (ум. 1029), граф Вердена с 1022
│   │   │   │
│   │   │   ├──>
Герман
 (ум. в младенчестве)
│   │   │   │
│   │   │   ├──>
Григорий
, архидьякон в Льеже
│   │   │   │
│   │   │   ├──>
Годефруа

│   │   │   │
│   │   │   ├──>
Бертильда
 (ум. в младенчестве)
│   │   │   │
│   │   │   ├──>
Одилия
, аббатиса Гогенбурга в Эльзасе
│   │   │   │
│   │   │   └──>
Матильда

│   │   │       X после 1015 
Ренье V
 (ум. 1039), 
граф Монса (Эно)

│   │   │       │
│   │   │       └──>
Герман
 (ум. 1051), граф Эно

│   │   │           X 
Ришильда д'Эгисхейм
 (ум. 1083), графиня Эно
│   │   │
│   │   ├──>
Адальберон II
 (ум. 989) , епископ Вердена 984—988
│   │   │
│   │   ├──>
Гозело I
 (ок.970 — 1044), герцог Нижней Лотарингии с 1023, герцог Верхней Лотарингии с 1033
│   │   │   │
│   │   │   ├──>
Готфрид (Жоффруа) II 
Бородатый
 (ум. 1069), герцог Верхней Лотарингии 1044—1047, герцог Нижней Лотарингии с 1065
│   │   │   │   X 1) 
Дода

│   │   │   │   X 2) 
Беатрис Лотарингская
 (ум. 1076)
│   │   │   │   │
│   │   │   │   ├──>
Готфрид (Жоффруа) III 
Горбатый
 (ок. 1040 — 1076), герцог Нижней Лотарингии с 1069
│   │   │   │   │   X 
Матильда Тосканская
 (ум. 1115), 
маркграфиня Тосканы

│   │   │   │   │   │
│   │   │   │   │   └──>
Беатрис
 (ум. 1071)
│   │   │   │   │
│   │   │   │   ├──>
Ида Лотарингская
 (ум. 1113)
│   │   │   │   │   X 
Эсташ (Евстахий) II
 (ум. 1080), 
граф Булони

│   │   │   │   │
│   │   │   │   └──>
Вильтруда
 (ум. 1093)
│   │   │   │       X 
Адальберт фон Кальв
 (ум. 1099)
│   │   │   │
│   │   │   ├──>
Гозело II
 (ок.1008 — 1046), герцог Нижней Лотарингии с 1044
│   │   │   │
│   │   │   ├──>
Фридрих
 (ум. 1058), папа римский (Стефан IX (X) с 1057
│   │   │   │
│   │   │   ├──>
Ода

│   │   │   │   X 
Ламберт II
 (ум. 1054), 
граф Лувена

│   │   │   │
│   │   │   ├──>
Регелинда

│   │   │   │   X 
Альберт II
 (ум. 1063), 
граф Намюра

│   │   │   │
│   │   │   └──>
Матильда
 (ум. 1060)
│   │   │       X 1) 
Сигебодо де Сантуа

│   │   │       X 2) 
Генрих I Монах
 (ум. 1061), 
пфальцграф Лотарингии

│   │   │ 
│   │   ├──>
Ирменгарда
 (ум. 1042)
│   │   │   X 
Оттон фон Хаммерштейн
, граф в Веттергау 
│   │   │
│   │   ├──>
дочь
 
│   │   │   X 
Годизо
, граф Аспельта
│   │   │
│   │   └──>
Ирментруда

│   │       X 
Арнольд де Руминьи
 (ум. 1010), сеньор де Флоренн
│   │
│   ├──>
Адальберон
 (ум. 989), 
архиепископ Реймса
 с 969, канцлер Западно-Франкского королевства
│   │
│   ├──>(?) 
Ренье (Регинар)
 (ум. до 985), граф Бастона
│   │   │
│   │   ├──>
Бардо
 (ум. после 985)
│   │   │
│   │   ├──>
Адальберон
 (ум. 1030), 
епископ Лана
 с 977
│   │   │
│   │   └──>
Гозело
 (965—1028), граф Арденненгау
│   │       │
│   │       └──>
Кунигунда
 (ум. после 1028)
│   │
│   └──>(?) 
Генрих

│
└──>
Зигфрид
 (ок. 922 — 998), 1-й 
граф Люксембурга
 с 963
    │
    ├──>
Генрих I
 (ум. 1026), граф Люксембурга с 998, герцог Баварии (Генрих V) 1004—1009, 1017-1026
    │
    ├──>
Зигфрид
 (ум. после 985)
    │
    ├──>
Фридрих
 (ум. 1019), граф в Мозельгау
    │   │
    │   ├──>
Генрих II
 (ум. 1047), граф Люксембурга с 1026, герцог Баварии (Генрих VII) с 1042
    │   │
    │   ├──>
Фридрих II
 (ок. 1003 — 1065), граф Мальмеди в 1035, герцог Нижней Лотарингии с 1046
    │   │   X 
Герберга Булонская

    │   │   │
    │   │   └──>
Юдит

    │   │       X 
Валеран (Вальрам) I)
, граф Арлона (Вальрам II) и Лимбурга

    │   │       │
    │   │       └──>
Генрих I
, герцог Лимбурга и Нижней Лотарингии

    │   │
    │   ├──>
Гизельберт
 (ок. 1007 — 1059), 
граф де Лонгви
, 
граф Зальма
 с 1036, граф Люксембурга с 1047
    │   │   │
    │   │   ├──>
Конрад I
 (ок. 1040 — 1086), граф Люксембурга с 1059
    │   │   │   X 1)
Эрмезинда Лотарингская
 
    │   │   │   X 2)
Клеменция Аквитанская
 (ок. 1060 — 1142)
    │   │   │   │
    │   │   │   ├─1>
Матильда
 (1070 — ?)
    │   │   │   │   X 
Готфрид III
 (1075 — ?), граф в Блисгау
    │   │   │   │
    │   │   │   ├─?>
Генрих III
 (ум. 1086), граф Люксембурга с 1086
    │   │   │   │
    │   │   │   ├─?>
Конрад
 (ум. после 1080)
    │   │   │   │
    │   │   │   ├─?>
Рудольф
 (ум. 1099), аббат Сен-Ванна в Вердене
    │   │   │   │
    │   │   │   ├─2>
Эрмезинда
 (1075 — 1143)
    │   │   │   │   X 1) 
Альберт II
 (ум.  1098), граф Эгисхейма и Дагсбурга
    │   │   │   │   X 2) 
Жоффруа (Годфрид) I
 (ок. 1067 — 1139), 
граф Намюра

    │   │   │   │   │
    │   │   │   │   └─2>
Генрих V 
Слепой
 (ум. 1196), граф Люксембурга с 1136, граф Намюра с 1139

    │   │   │   │       X 1) 
Лауретта Эльзасская

    │   │   │   │       X 2) 
Агнес Гелдернская

    │   │   │   │       │
    │   │   │   │       └─2>
Эрмезинда
 (1186—1247), графиня Люксембурга с 1097

    │   │   │   │           X 1) 
Тибо I
 (1158—1214), 
граф Бара
 и Люксембурга

    │   │   │   │           X 2) 
Валеран III
 (ум. 1226), 
герцог Лимбурга
 и граф Люксембурга

    │   │   │   │           │
    │   │   │   │           └─2> 
Люксембурги

    │   │   │   │
    │   │   │   ├─2>
Вильгельм I
 (1081 — 1131), граф Люксембурга с 1086
    │   │   │   │   X 1105 
Матильда Нордгеймская

    │   │   │   │   │
    │   │   │   │   ├──> 
Конрад II
 (ум. 1136), граф Люксембурга с 1131
    │   │   │   │   │   X 
Ирменгарда Цютфенская

    │   │   │   │   │   │
    │   │   │   │   │   └──>
Оттон
 (ум. после 1162), граф Глейберга в 1141—1162
    │   │   │   │   │
    │   │   │   │   ├──> 
Вильгельм
 (ум. после 1158), граф Глейберга в 1131—1158
    │   │   │   │   │   X 
Саломея фон Изенбург

    │   │   │   │   │   │
    │   │   │   │   │   ├──> 
Вильгельм фон Глейсберг
 (ум. после 1148)
    │   │   │   │   │   │
    │   │   │   │   │   └──> 
Мехтильда фон Глейсберг
 (ум. после 1203)
    │   │   │   │   │
    │   │   │   │   └──> 
Лиутгарда
 (1120 — 1170)
    │   │   │   │        X 
Генрих II
 (1125 — 1211), 
граф де Гранпре

    │   │   │   │
    │   │   │   └─2>
Адальберт
 (ум. 1097), канонник в кафедральном соборе Меца
    │   │   │
    │   │   ├──>
Герман I Зальмский
 (ум. 1088), граф Зальма с 1059, 
антикороль Германии
 (противник императора 
Генриха IV
) с 1081
    │   │   │   │
    │   │   │   └──>
Зальмы

    │   │   │
    │   │   ├──>
дочь
 
    │   │   │   X 
Дитрих фон Хиллерслебен

    │   │   │
    │   │   ├──>
дочь

    │   │   │   X 
Конон
, граф Олтингена
    │   │   │
    │   │   ├──>
Адальберон
 (ум. 1097), наместник Меца
    │   │   │
    │   │   └──> (?)
Ютта

    │   │         X 
Удо
, граф Лимбурга
    │   │
    │   ├──>
Адальберон III
 (ум. 1072), епископ Меца с 1047
    │   │
    │   ├──>
Дитрих
 (ум. после 1057)
    │   │   │
    │   │   ├──>
Дитрих
 (ум. 1075), граф, фогт 
аббатства Святого Максимина в Меце

    │   │   │
    │   │   ├──>
Генрих II фон Лаах
 (ум. 1095), 
пфальцграф Рейнский
 с 1085
    │   │   │
    │   │   └──>
Поппо
 (ум. 1103), епископ Меца с 1092
    │   │
    │   ├──>
Огива
 (ок. 990 — 1036)
    │   │   X 
Бодуэн IV
 (980 — 1035), граф Фландрии
    │   │
    │   ├──>
Ирменгарда (Ирмтруда)
 (ок. 1000 — 1057)
    │   │   X 
Вельф II
 (ум. 1030), граф Альтдорфа
    │   │
    │   ├──>
Ода
, канонисса 
Ремирмонского аббатства
 в 1080/1100, позже аббатиса монастыря Святого Реми в Люневилле
    │   │
    │   └──>
Гизелла
 (ок. 1019 — после 1058)
    │       X 
Радульф (Рудольф) ван Гент
 (ум. после 1052), сеньор Альста
    │
    ├──>
Тьерри (Дитрих) II
 (ум. 1047), епископ Меца с 1006
    │
    ├──>
Адальберон
, канонник в Трире
    │
    ├──>
Гизельберт II
 (ум. 1004), граф в Арденненгау
    │
    ├──>
Кунигунда
 (ум. 1033)
    │   X 
Генрих II 
Святой
 (973—1024), герцог Баварии (Генрих IV) 995—1004, 1009—1017, 
император Священной Римской империи
 с 1002
    │
    ├──>
Эва

    │   X 
Жерар (Герхард)
 (ум. ок. 1021/1023), 
граф Меца

    │
    ├──>
Ирментруда
, аббатиса
    │
    ├──>
Лиутгарда
 (ок. 965/970 — 14 мая после 1005)
    │   X 
Арнульф
 (951—993), 
граф Голландии
 с 988
    │
    └──>
дочь
 
        X 
Титмар
, граф
        │
        └──>
Ода
 (ум. после 1017)
```